# Vipera walser
La vipera dei Walser (Vipera walser Ghielmi, Menegon, Marsden, Laddaga, Ursenbacher, 2016) è un serpente della famiglia Viperidae, diffuso in Italia nelle Alpi occidentali, nella zona di Biella e nell'alta Valsesia.

## Etimologia

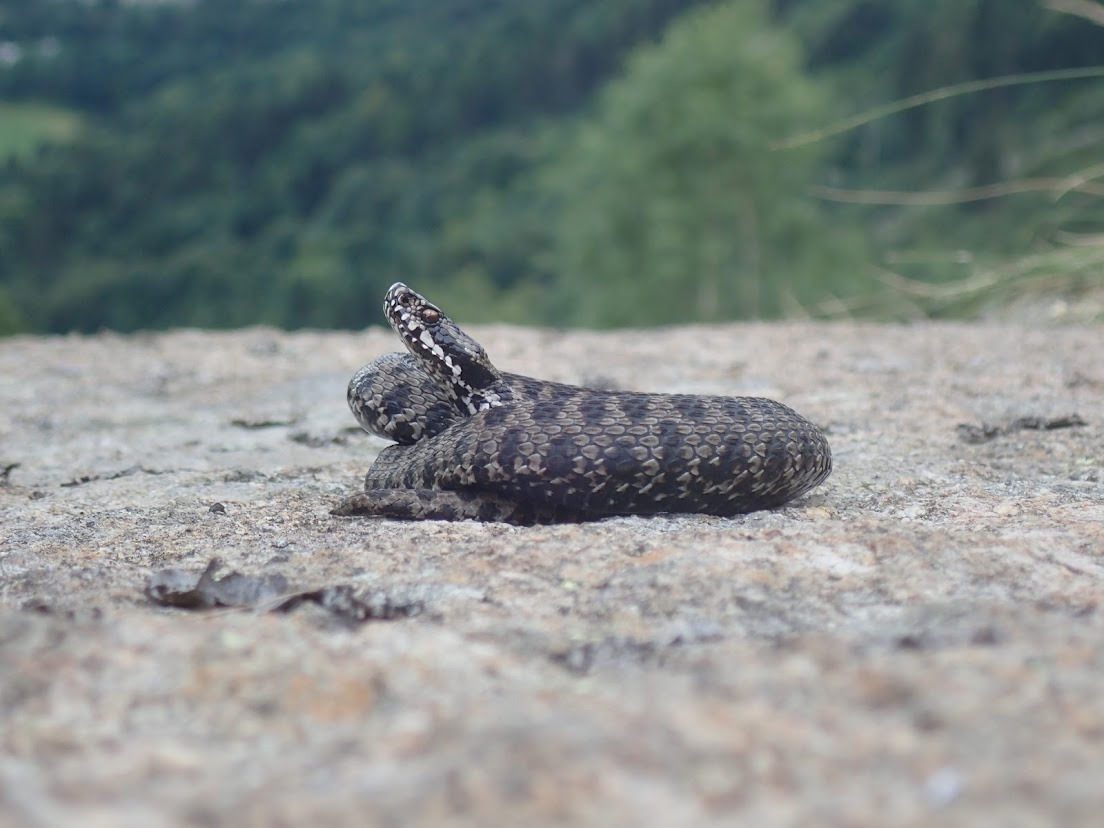
Esemplare fotografato in provincia di Biella

Il nome fa riferimento ai Walser, popolazione di origine germanica presente nella zona del Monte Rosa sin dal XIII secolo.

## Descrizione
Vipera walser è stata scoperta agli inizi del 2016 da un gruppo di biologi italiani ed europei. La prima descrizione della nuova specie è avvenuta sulla rivista Journal of zoological systematics and evolutionary research.
La specie è difficilmente distinguibile dal marasso (Vipera berus) dal quale può essere distinta solamente a un esame specialistico attraverso l'osservazione della disposizione delle placche craniali e tramite analisi genetiche.

## Biologia

### Comportamento
Pare che gli abitanti delle Alpi biellesi avessero coniato già un nome per questa vipera che non era esattamente uguale alle altre, chiamandola "vipera dei rododendri"; questo potrebbe lasciar ipotizzare delle abitudini arboricole, ma solo ulteriori approfondimenti sul comportamento di questo animale potranno darci indicazioni più precise.

### Alimentazione
Piccoli mammiferi e rettili.

### Riproduzione
È una specie vivipara.

## Distribuzione e habitat
La specie è presente nelle Alpi occidentali italiane, con due popolazioni disgiunte, confinate in una zona di appena 500 km² a nord di Biella, in alta Valsesia nel nord Piemonte orientale.

## Tassonomia
Anche se fenotipicamente indistinguibile dal marasso, la vipera dei Walser è geneticamente più affine ad altre specie che vivono nel lontano Caucaso, come Vipera kaznakovi  o Vipera darevskii, da cui la specie appena scoperta potrebbe essere derivata in seguito a uno spostamento durante le ere glaciali.

## Conservazione
Il territorio di diffusione particolarmente limitato, le modifiche ambientali e il pericolo di cambiamento climatico fanno sì che, insieme alla descrizione, gli studiosi abbiano proposto subito di inserire Vipera walser tra le specie in pericolo di estinzione (Endangered).